# Galagoides orinus
Galagoides orinus är en primat i familjen galagoer (Galagonidae) som förekommer i östra Afrika. Populationen räknades före 1995 till arten Galagoides demidoff.
Individerna når en kroppslängd (huvud och bål) av 12 till 14 cm, en svanslängd av 17 till 20 cm och en vikt av 74 till 98 g. De har rödbrun päls på ovansidan och ljusbrun till krämfärgad päls på undersidan. Svansen har vid roten samma färg som bålen och spetsen är mörkare. I motsats till nära besläktade arter är näsans ovansida gulaktig (inte vit). Djuret har rosa öron på grund av att de saknar pigment och smala bruna ögonringar.
Artens utbredningsområde ligger i Kenya och Tanzania. Den hittas i olika bergstrakter i regioner som ligger 1200 till 2000 meter över havet. Habitatet utgörs av tropiska bergsskogar.
Individerna klättrar främst i växtligheten. Galago orinus går på fyra fötter över grenar, klättrar uppför lodräta stammar och kan göra längre hopp över 5 meter, eller lite mer. Arten vilar i trädens håligheter eller i självbyggda bon av blad och kvistar. Den är allätare och har bland annat ryggradslösa djur, frukter, nektar och naturgummi som föda. Vid gömstället bildas mindre grupper men varje individ söker ensam efter föda. Det finns varningsrop och andra läten för kommunikationen. Antagligen har arten samma fortplantningssätt som andra medlemmar av släktet.
Arten jagas av olika afrikanska ugglor och av medelstora rovdjur som kan klättra i träd.
Galagoides orinus hotas av skogsavverkningar som sker i samband med skogsbruk eller etablering av jordbruksmark. IUCN listar arten som nära hotad (NT).